# Academia de Caballeros en Legnica

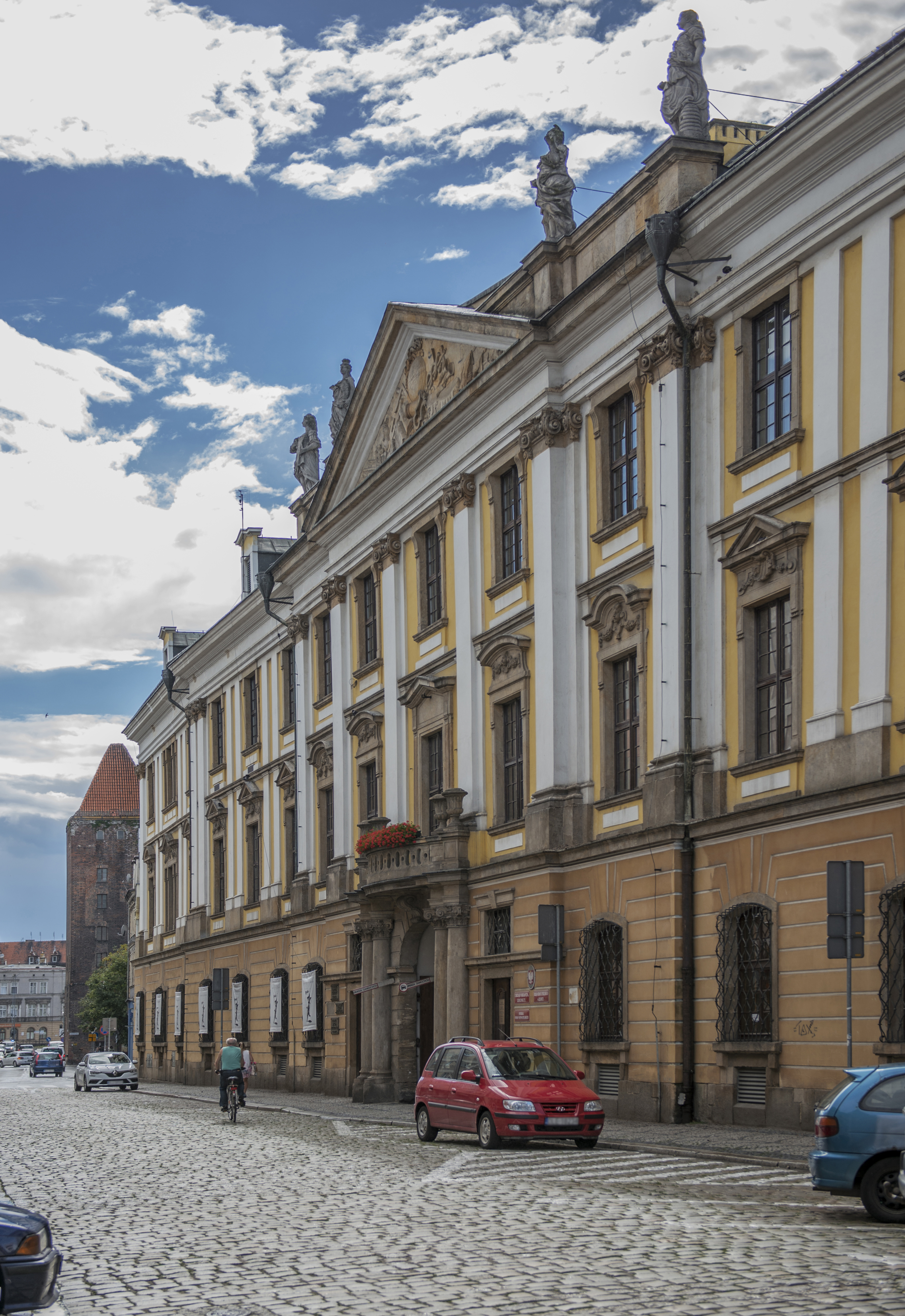
Academia de Caballeros

Academia de Caballeros en Legnica (en alemán, Kaiserliche Ritterakademie zu Liegnitz) fue una escuela de secundaria masculina en Legnica que funcionaba entre 1730-1945. 

## Presentación de la historia
El duque Jerzy Rudolf de Legnica (1595-1653) sin hijos, legó en su testamento de 1646 fondos significativos para establecer una escuela para niños nobles, protestantes de la Silesia, que fuera administrada por el capítulo de la iglesia del corte de San Juan, calvinista en aquel entonces, y que llevara el nombre de Johannisstiftung  - Fundación de San Juan. La idea del duque no se hizo realidad dentro de los 22 años posteriores a su muerte ya que el trono pasaba a sus varios parientes de la dinastía de los Piastas de la Silesia, que gobernaban brevemente hasta la extinción de ésta con la muerte del último gobernante Jerzy Wilhelm en 1675.     
La situación resultante fue aprovechada por los archicatólicos Habsburgos, quienes, por la posesión del trono checo, se hicieron cargo del Ducado de Legnica como feudo debido a la extinción de la dinastía de los Piastas de la Silesia.  
Inmediatamente, comenzaron a volver a catolizar la última parte de Silesia donde prevalecía la tolerancia religiosa y la mayoría de los súbditos eran protestantes. La iglesia de San Juan fue entregada a los Jesuitas que la convirtieron en el templo católico mientras los fondos dedicados a la fundación de la Academia fueron confiscados por la hacienda imperial.  
Solo fue el Tratado de Altranstädt de 1706 lo que obligó a los Habsburgos a devolver los fondos saqueados. En Legnica se fundó entonces una nueva escuela para la nobleza, Academia de Caballeros, en la que, en contra de la idea del fundador Jerzy Rudolf de Legnica, podían estudiar tanto protestantes como católicos.   
El reformador de la Academia de Caballeros fue Karl von Zedlitz, ministro de educación de Prusia, y en los años 1788-1789 el director de la escuela. En 1811, también se permitió la educación para los jóvenes que no eran de origen noble y luego, en 1901, la escuela se convirtió en el instituto público que funcionaba hasta 1945 y en el que, por costumbre, estudiaban los jóvenes de familias nobles del Reino de Prusia. Uno de los profesores de la secunda mitad del siglo XX fue pintor Theodor Blätterbauer.

## Edificio de la Academia

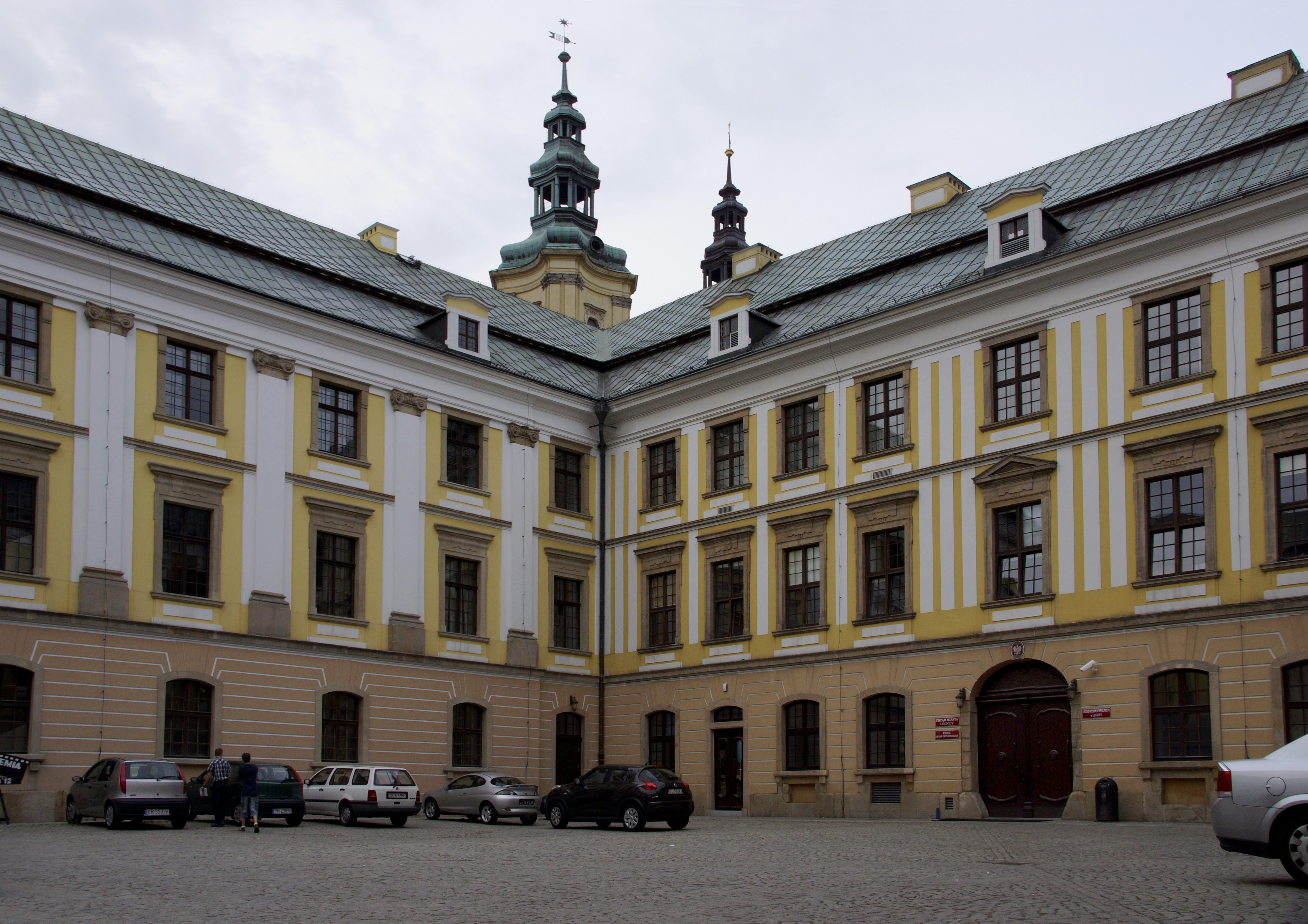
Academia de Caballeros, patio. Legnica, ul. Chojnowska 1/3, Legnica

El edificio monumental de la Academia, uno de los monumentos más significativos del barroco austríaco en el territorio de la Polonia contemporánea, fue erigido entre 1726 y 1738, según el proyecto del arquitecto de Viena Joseph Emanuel Fischer von Erlach, y resistió la Segunda Guerra Mundial. Después de 1945 estaba devastado sistemáticamente ya que servía como uno de los muchos cuarteles de las tropas soviéticas estacionadas en Legnica y sus alrededores. No fue hasta 1978 que la parte soviética entregó las instalaciones a la parte polaca. La renovación de la Academia de Caballeros terminó oficialmente a finales de marzo de 2016.